# 34604 Vilhena
34604 Vilhena è un asteroide della fascia principale. Scoperto nel 2000, presenta un'orbita caratterizzata da un semiasse maggiore pari a 2,686162 UA e da un'eccentricità di 0,063840, inclinata di 13,683924° rispetto all'eclittica. Ha un diametro di 4,319 km.